# Maltese First Division 1926/1927
Soutěžní ročník Maltese First Division 1926/27 byl 16. ročníkem Maltese First Division, nejvyšší maltské fotbalové ligy. Soutěž byla v této sezóně zúžena ze 7 na 4 účastníky. Šampionem se stala Floriana.

## Tabulka
| Poř. | Tým              | Z | V | R | P | VG | OG | B |
| ---- | ---------------- | - | - | - | - | -- | -- | - |
| 1.   | Floriana         | 3 | 2 | 1 | 0 | 3  | 1  | 5 |
| 2.   | Sliema Wanderers | 3 | 1 | 1 | 1 | 3  | 2  | 3 |
| 3.   | St. George's     | 3 | 0 | 2 | 1 | 1  | 2  | 2 |
| 4.   | Valletta Rovers  | 3 | 0 | 2 | 1 | 1  | 3  | 2 |

|  | Vítěz ligy |